# 盧瑞盛
盧瑞盛，JP（1958年—2020年9月19日），香港已故新聞工作者、前路訊通營運總裁，曾於亞洲電視任職多年，亦曾出任媒體新聞總監。

## 生平
盧瑞盛在香港出生長大，他於1978年入讀香港樹仁大學傳理系，大學畢業後加入麗的電視新聞部，出任新聞主播長達二十年，期間亦為亞洲電視新聞部策劃及主持多個新聞節目，如《時事追擊》、《成長話香江》、《回歸話香江》、《港是港非》、《互動新聞網》、《焦點時空》等。而盧在亞視任職期間多數都是擔任《晨早新聞》、《午間新聞》主播。及後於2000年初離開效力多年的亞視新聞部，與城中名嘴黃毓民共同創辦Cyber日報，並出任新聞總監。2001年開始與數名亞洲電視高層人員離職和創辦雜誌《快週刊》。2012年因家族遺產繼承與家族成員產生糾紛，最終演變成訴訟案件。他曾出任路訊通營運總裁。2016年被香港特別行政區政府委任為太平紳士，2018年出任南華傳媒集團董事總經理。

## 墜樓受傷
2006年3月24日晚上10時許，盧瑞盛於跑馬地山村道6樓住所意外墮樓，因妻子吩咐取回放在空調機頂的地氈，盧攀出窗外準備收回時失重心墮下，期間幸被多組曬衣架阻擋卸去衝力，僅雙腳、腰及臀部受傷，惟因墮樓時被曬衣架撞擊力扯脫衣服，故原本穿睡衣的盧在著地時只剩下內褲，經治療後康復。

## 逝世
2020年9月19日早上，盧瑞盛被發現於家中看電視期間死亡，終年62歲。家屬並無交代確實死因，但警方相信無可疑。